# 24: The Game
24: The Game es un videojuego de disparos en tercera persona basado en la serie de televisión de FOX, 24. El juego fue desarrollado por SCE Cambridge Studio y publicado por 2K Games para PlayStation 2. Fue anunciado el 30 de marzo de 2005 y lanzado por primera vez en América del Norte el 27 de febrero de 2006. El jugador controla a muchos de los personajes de la serie de televisión desde diferentes puntos de vista. Las misiones en el juego, tratándose esencialmente de disparos en tercera persona, mezclan además otros elementos como conducción y juegos de puzle. La banda sonora fue compuesta por Sean Callery, mientras que el guion fue escrito por Duppy Demetrius, con la colaboración del equipo de producción de la serie homónima.
24: The Game hace un extenso uso de las voces de los actores y las semejanzas de la serie de televisión, así como el uso del guion y banda sonora del mismo equipo de producción. Los hechos narrados en el juego se establecen entre las temporadas 2 y 3 de la serie. Situada en Los Ángeles, la trama cuenta con tres líneas argumentales que se solapan en torno a Jack Bauer.
A pesar de las altas expectativas que se esperaban por parte de su desarrolladora, 24: The Game tuvo una recepción mixta por parte de los críticos. Recibió una puntuación promedio de 62 sobre 100 y 64% en los sitios web Metacritic y GameRankings. El también juego fue nominado por la BAFTA para la categoría de «Mejor Guion» en 2006, perdiendo frente a Psychonauts.

## Sistema de juego
Al igual que en la serie de televisión, los acontecimientos ocurren en un lapso temporal de 24 horas, y tiene el mismo comienzo y final en la hora de los relojes, marcando el inicio y final de cada parte del juego. Las horas están divididas en 58 misiones distintas, de las cuales hay tres grandes tipos, describiendo cada una en detalle más adelante. Algunas misiones están basadas en cumplir objetivos, mientas que otras deben cumplirse en un tiempo limitado. Cada misión completada recibe una calificación de hasta 100 puntos, sobre la base de la calidad del desempeño del jugador, el número de objetivos completados, porcentaje de precisión en los disparos, entre otros. Una calificación de 90 puntos o más recompensa al jugador desbloqueando algún tipo de bonificación, incluyendo tres vídeos especiales (que tratan sobre entrevistas con el actores sobre el juego, promociones de televisión), 98 imágenes (fondos de pantalla, imágenes de los personajes principales) y 23 personajes (modelos 3D que el jugador puede apreciar).
La mayoría de las misiones del juego toman lugar en un entorno de disparos en tercera persona, aunque un aspecto único es la utilización del sistema de cobertura. Cuando un personaje está detrás de un objeto bajo como una caja, o en el borde de una esquina o marco de alguna puerta, se puede pulsar cierto botón para utilizar el objeto o borde para cubrirse.

## Trama

### Personajes
- Kiefer Sutherland como Jack Bauer (jugable).
- Elisha Cuthbert como Kim Bauer (jugable).
- Carlos Bernard como Tony Almeida (jugable).
- Reiko Aylesworth como Michelle Dessler (jugable).
- James Badge Dale como Chase Edmunds (jugable).
- Dennis Haysbert como Presidente David Palmer.
- Danny Cooksey como Sean Walker.
- Mary Lynn Rajskub como Chloe O'Brian.
- Alan Dale como Jim Prescott.
- Paul Schulze como Ryan Chappelle.
- Daniel Dae Kim como Tom Baker.
- Cristian Kane como Peter Madsen.
- Sarah Clarke como Nina Myers.
- Glenn Morshower como Aaron Pierce.
- Zachary Quinto como Adam Kaufman.
- Sarah Wynter como Kate Warner.
- Andreas Katsulas como James Radford.
- Thomas Kretschmann como Max.
- Mia Kirshner como Mandy